# 鲍勃·卡彭特
罗伯特·M·卡彭特（英語：Robert M. Carpenter，1917年11月6日—1997年4月18日），美国NBA联盟前职业篮球运动员。